# Sant Esteve XIII Català
El Sant Esteve XIII Català (Saint-Estève XIII Catalan és el nom oficial en francès), antigament conegut com a Unió Tretzista Catalana (en francès Union Treiziste Catalane), és un club nord-català de rugbi a 13 del poble de Sant Esteve del Monestir.

## Història
El club es fundà el juliol del 2000 amb el nom de Union Treiziste Catalane, sota l'impuls de l'empresari de Perpinyà Bernard Guasch, per la fusió de dos clubs històrics nordcatalans del rugbi a 13, el XIII Catalan (de Perpinyà, fundat el 27 de juliol del 1934 i membre fundador de la Lliga Francesa de rugbi a 13) i l'Association Sportive Sant Esteve XIII (de Sant Esteve, fundat el 25 de juliol del 1965).
Per a la participació en la Superlliga europea del 2005 es creà un nou club que adoptà el nom de Perpinyà Dragons Rugby League Club - Catalans Dragons, amb la base de l'UTC.
L'UTC continuà existint, com a equip reserva dels Dragons Catalans disputant la lliga francesa de rugbi a XIII. El club disputà els seus partits a l'estadi Aimé Giral i a l'estadi Jean Laffon.
El 2009 el club canvià de nom i passà a denominar-se Sant Esteve XIII Català (Saint-Estève XIII Catalan és el nom oficial en francès). Actualment disputa els seus partits a l'Estadi de Sant Esteve.
L'himne del club és els Segadors i els seus colors el groc i vermell de la senyera.

## Palmarès

### Union Treiziste Catalane
- 2 Campionat de França: 2005, 2019
- 5 Copes de França / Trophée Lord Derby: 2001, 2004, 2005, 2016, 2018

### XIII Catalan
- 11 Campionats de França: 1936, 1940, 1957, 1969, 1979, 1982, 1983, 1984, 1985, 1987, 1994
- 10 Copes de França / Trophée Lord Derby: 1939, 1945, 1950, 1959, 1969, 1976, 1978, 1980, 1985, 1997

### A.S. Sant Esteve XIII
- 6 Campionats de França: 1971, 1989, 1990, 1993, 1997, 1998
- 6 Copes de França / Trophée Lord Derby: 1972, 1987, 1993, 1994, 1995, 1998
- En total fan un brillantíssim palmarès 19 Campionats de França i 21 Copes de França que col·loca l'UTC com a millor club de la història del rugbi a 13 a França.

## Jugadors de la temporada 2022-2023
| - Maxence Barbet - Yacine Ben Abdeslem - Kylian Benavent - Tom Bonillo - Loan Castano - Lenny Chachoua - Nicolas Chalmey - Enzo Colchero - Matteo Damion-Josse - Enzo Delbe |  | - Sam Deveyon - Valentin Fernandez - Romain Humbert - Maxime Jobe - Guillem Jorda - Julien Laporte - Léo Laurent - Audric Le Cam - Léo Llong - Romain Maris |  | - Paul Marty - Salim Nahal - Mike Parenti - Corentin Rey - Lucas Ribas - Adrien Salies - Bastien Scimone - Rayan Tadjeur - Ugo Tison - Tanguy Zenon |  | - Eamon O'Caroll (entrenador) - Justin Murphy (assistent) - Patrick Noguera (assistent) |

## Jugadors emblemàtics
- Thomas Ambert
- William Barthau
- Ilias Bergal
- Robin Brochon
- Aurélien Cologni
- Morgan Escaré
- Jamal Fakir
- Adel Fellous
- Romain Franco
- Laurent Frayssinous
- Louis Jouffret
- Cyrille Gossard
- Joan Guasch
- Thibaud Margalet
- Grégory Mounis
- Justin Murphy
- Ben Pomeroy
- Julien Rinaldi
- Stanislas Robin